# Pseudotriacanthus
Pseudotriacanthus is een monotypisch geslacht van straalvinnige vissen uit de familie van driestekelvissen (Triacanthidae).

## Soort
- Pseudotriacanthus strigilifer (Cantor, 1849)